# Xã Valley, Quận Knox, Nebraska
Xã Valley (tiếng Anh: Valley Township) là một xã thuộc quận Knox, tiểu bang Nebraska, Hoa Kỳ. Năm 2010, dân số của xã này là 177 người.